# Hospital Brigham and Women's
El Hospital Brigham and Women's (BWH por las iniciales de su nombre en inglés, Brigham and Women's Hospital) es el segundo hospital universitario más grande de la Escuela de Medicina de Harvard y el hospital más grande del Área Médica de Longwood en Boston, Massachusetts. Junto con el Hospital General de Massachusetts, es uno de los dos miembros fundadores del Mass General Brigham, el proveedor de atención médica más grande de Massachusetts. Estaba previsto que Elizabeth Nabel presidiera el hospital hasta el año 2021.
El Brigham and Women's Hospital lleva a cabo el segundo programa de investigación hospitalario más grande del mundo, con un presupuesto anual de investigación de más de 630 millones dedólares. Entre sus logros pioneros figuran la primera operación exitosa de una válvula cardíaca y el primer trasplante de órganos sólidos del mundo.
El Brigham and Women's Hospital se estableció con la fusión en 1980 de tres hospitales afiliados a Harvard: el Hospital Peter Bent Brigham (fundado en 1913), el Hospital Robert Breck Brigham (fundado en 1914) y el Boston Hospital for Women (fundado en 1966).
En la clasificación de hospitales del U.S. News & World Report de 2019, el hospital ocupó el segundo lugar en Massachusetts y el decimotercero a nivel nacional.

## Historia

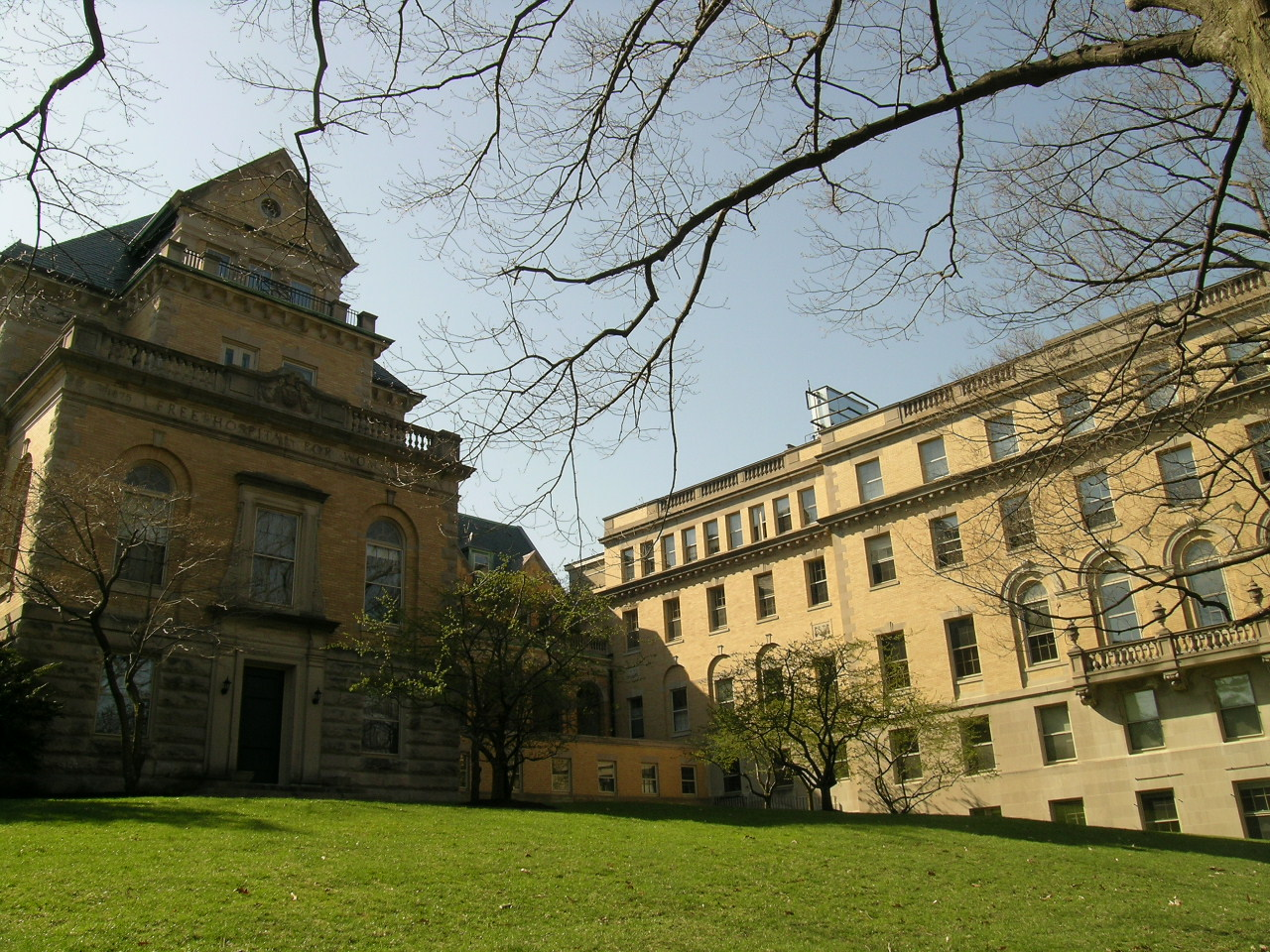
Antiguo sitio del Hospital gratuito para mujeres al otro lado de la calle de Olmsted Park. Esta institución fue absorbida por el Hospital Brigham and Women's

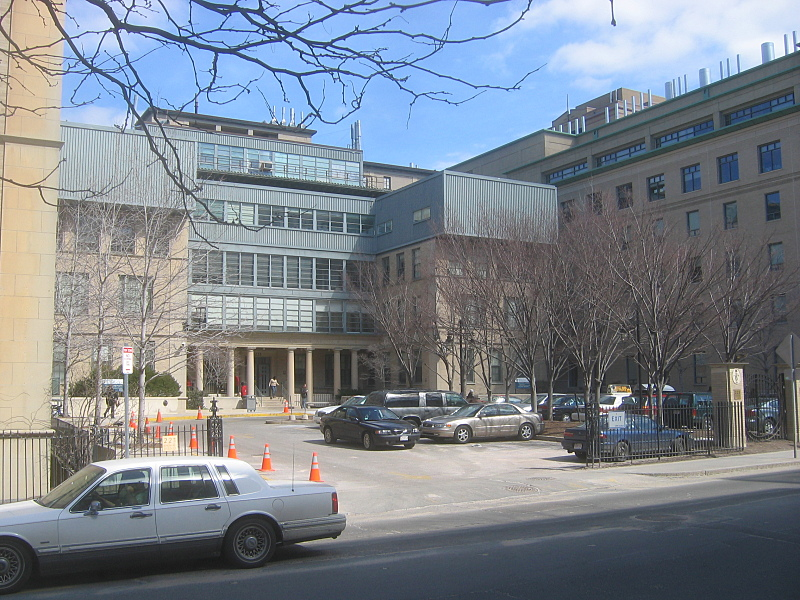
221 Longwood Avenue, anteriormente el edificio del Boston Lying-In Hospital, parte del Brigham and Women's Hospital pero separado del edificio principal del 15-75 de Francis Street; vista desde Longwood Avenue

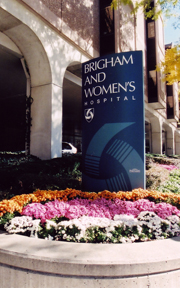
Entrada al edificio principal

El Brigham and Women's Hospital se estableció con la fusión en 1980 de tres hospitales afiliados a Harvard: el Peter Bent Brigham Hospital, (fundado en 1913); el Robert Breck Brigham Hospital (fundado en 1914); y el Boston Hospital for Women (fundado en 1966 como una fusión del Boston Lying-In Hospital, establecido en 1832, y del Free Hospital for Women, establecido en 1875).
En 1954, el Hospital Peter Bent Brigham se convirtió en el primero en realizar un trasplante de riñón con éxito, siendo el doctor Joseph Edward Murray quien operó al paciente Richard Herrick.
Después de permanecer afiliado 10 años con el Faulkner Hospital en la sección Jamaica Plain de Boston, el BWH se fusionó con el hospital comunitario en 2012 para formar el Brigham and Women's Faulkner Hospital.
En abril de 2017, el Brigham and Women's anunció que ofrecería bajas voluntarias remuneradas a 1600 empleados en un esfuerzo por controlar los costos. El hospital era rentable, pero esta medida se debió al aumento de los costos laborales y de otro tipo en medio del estancamiento de los pagos de las compañías de seguros. El hospital también necesitaba financiar dos grandes proyectos, un nuevo edificio de investigación y para pacientes ambulatorios de 550 millones de dólares que se inauguró el año anterior y un nuevo sistema de software de 335 millones de dólares puesto en servicio en 2015.
También en abril de 2017, el Tribunal de Distrito de los Estados Unidos para el Distrito de Massachusetts anunció que el Hospital Brigham and Women's y su red de médicos y hospitales sin fines de lucro, Partners HealthCare, acordaron pagar una multa de 10 millones de dólares para resolver las acusaciones de que un laboratorio de investigación sobre células madre obtuvo fondos federales de manera fraudulenta.
Después de 11 años como presidenta del Brigham and Women’s Hospital, la Dra. Elizabeth Nabel dejará el cargo para buscar oportunidades en el sector biotecnológico con fines de lucro. Dejará el cargo a partir del 1 de marzo de 2021 y se unirá a una empresa de biotecnología fundada por su esposo Gary Nabel.

## Líneas de servicio principales
- Dana-Farber/Brigham and Women's Cancer Center: el centro reúne un instituto de investigación contra el cáncer y un hospital, creando 13 centros especializados en distintas enfermedades.
- Centro Cardiovascular Carl J. y Ruth Shapiro.
- Brigham and Women's Orthopaedic and Arthritis Center: especializados en investigaciones y terapias para enfermedades y lesiones de huesos y articulaciones.
- Instituto de Neurociencias del Brigham and Women's: el Instituto de Neurociencias del BWH ofrece tratamientos para todas las enfermedades del sistema nervioso. Integra neurología, neurocirugía, psiquiatría y neurorradiología, con investigación avanzada y ensayos clínicos.
- Mary Horrigan Connors Center for Women's Health: el BWH se especializa en atención obstétrica de alto riesgo, cuidados intensivos para recién nacidos, servicios de infertilidad, cirugía ginecológica compleja y atención específica de género.[6]
- Osher Center for Integrative Medicine, incluida la atención quiropráctica.

## Calidad y seguridad
A principios de la década de 1990, el BWH fue pionero en la Entrada Computarizada de Órdenes Médicas (CPOE) para prevenir errores de medicación. El hospital ha recibido premios por la seguridad del paciente gracias a su registro electrónico de administración de medicamentos (eMAR) y su sistema de códigos de barras, que añade códigos de barras en los medicamentos de los pacientes, las bandas de nombres y las insignias de las enfermeras. Una enfermera escanea los tres códigos de barras antes de administrar un medicamento para asegurarse de que cada paciente reciba el medicamento y la dosis correctos en el momento correcto.
El departamento de cirugía ortopédica se centró en la satisfacción de los pacientes que recibieron prótesis de rodilla y de cadera. Entre los líderes del departamento estaban John Wright, Mary Anne Kenyon y Carolyn Beagan, pero prestaron poca atención a mantener bajos los costos.

## Investigación
En 2013, el Instituto de Investigación Biomédica BWH (BRI) recibió 630 millones de dólares para apoyar distintas líneas de investigación. Durante más de una década, ha sido uno de los dos hospitales que recibe más fondos de los Institutos Nacionales de Salud (NIH) entre los hospitales independientes de los Estados Unidos. Emplea a más de 3300 investigadores.
El BRI ha trabajado en medicina regenerativa, diseñando nanopartículas para atacar diferentes tipos de cáncer y ha comenzado un ensayo clínico para un tipo de vacuna contra la enfermedad de Alzheimer. Las investigaciones del BWH también incluyen estudios de población, incluidos el Estudio de salud de las enfermeras y el Estudio de salud de los médicos.
El siglo XXI ha sido testigo de cambios drásticos en el enfoque diagnóstico y terapéutico de los carcinomas de pulmón, comenzando con el descubrimiento de las mutaciones del receptor del factor de crecimiento epidérmico (EGFR) y su papel en la dirección del tratamiento con inhibidores de tirosina cinasa dirigidos. Desde 2003, esto ha remodelado el enfoque en el centro de pruebas de diagnóstico molecular del BWH.
En 2017, el hospital comenzó los primeros ensayos clínicos en humanos para revertir el proceso de envejecimiento utilizando NAD+. Los ensayos están dirigidos por el biólogo David Andrew Sinclair.
En 2019, se inauguró la Clínica de Genómica Preventiva Brigham, convirtiéndose en uno de los primeros hospitales en los Estados Unidos en ofrecer secuenciación de ADN, informes e interpretación de genes asociados a enfermedades a pacientes sanos que buscan reducir su riesgo de enfermedad futura.